# Xenanthura conchae
Xenanthura conchae är en kräftdjursart som beskrevs av Müller 1990. Xenanthura conchae ingår i släktet Xenanthura och familjen Hyssuridae. Inga underarter finns listade i Catalogue of Life.